# Filles de la Providence de Saint-Brieuc
Les Filles de la Providence de Saint-Brieuc (en latin : Congregatio Filiarum A Providentia) forment une congrégation religieuse féminine enseignante et hospitalière de droit pontifical. 

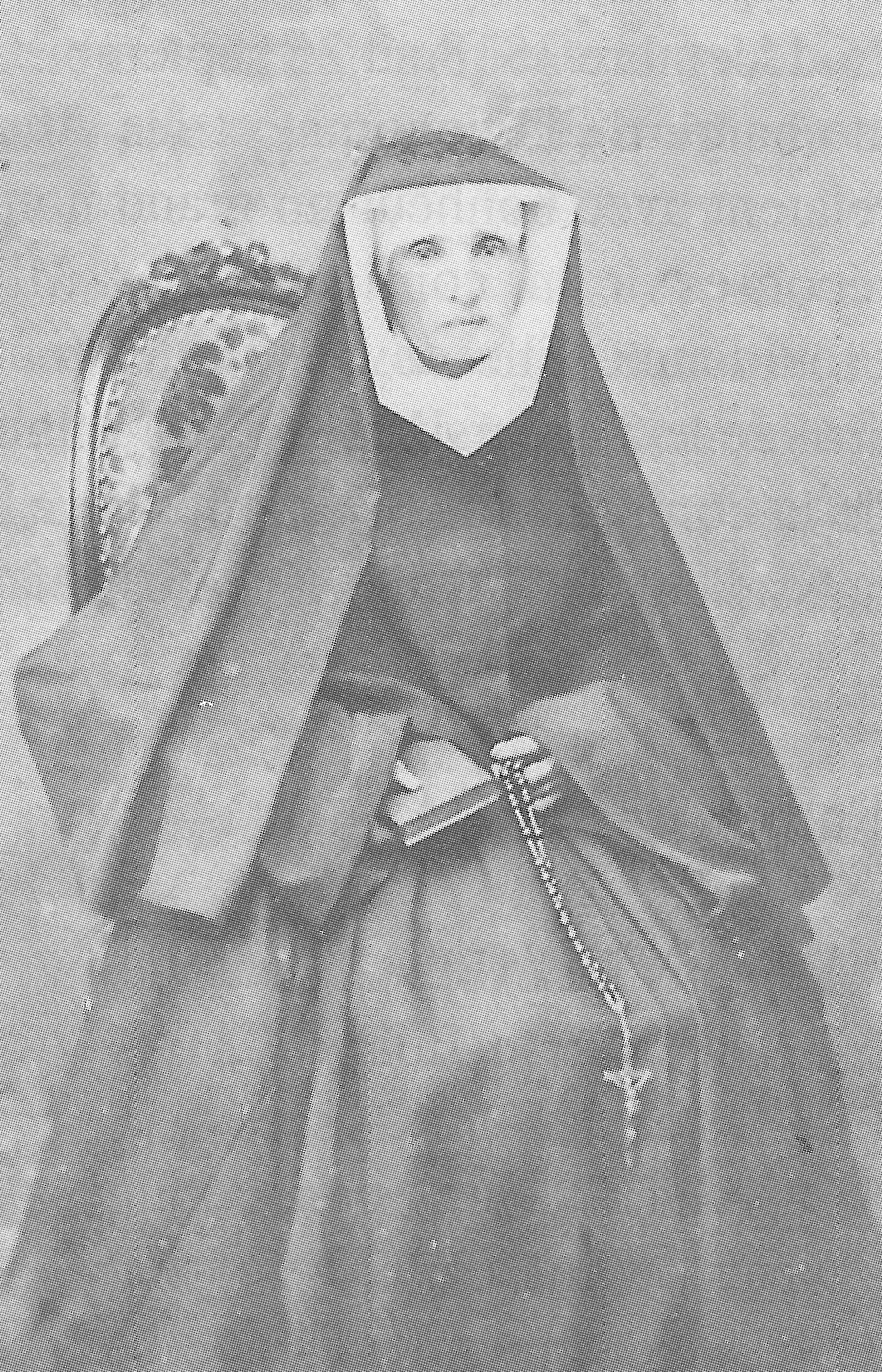
Marie Connan, 1re supérieure de la congrégation

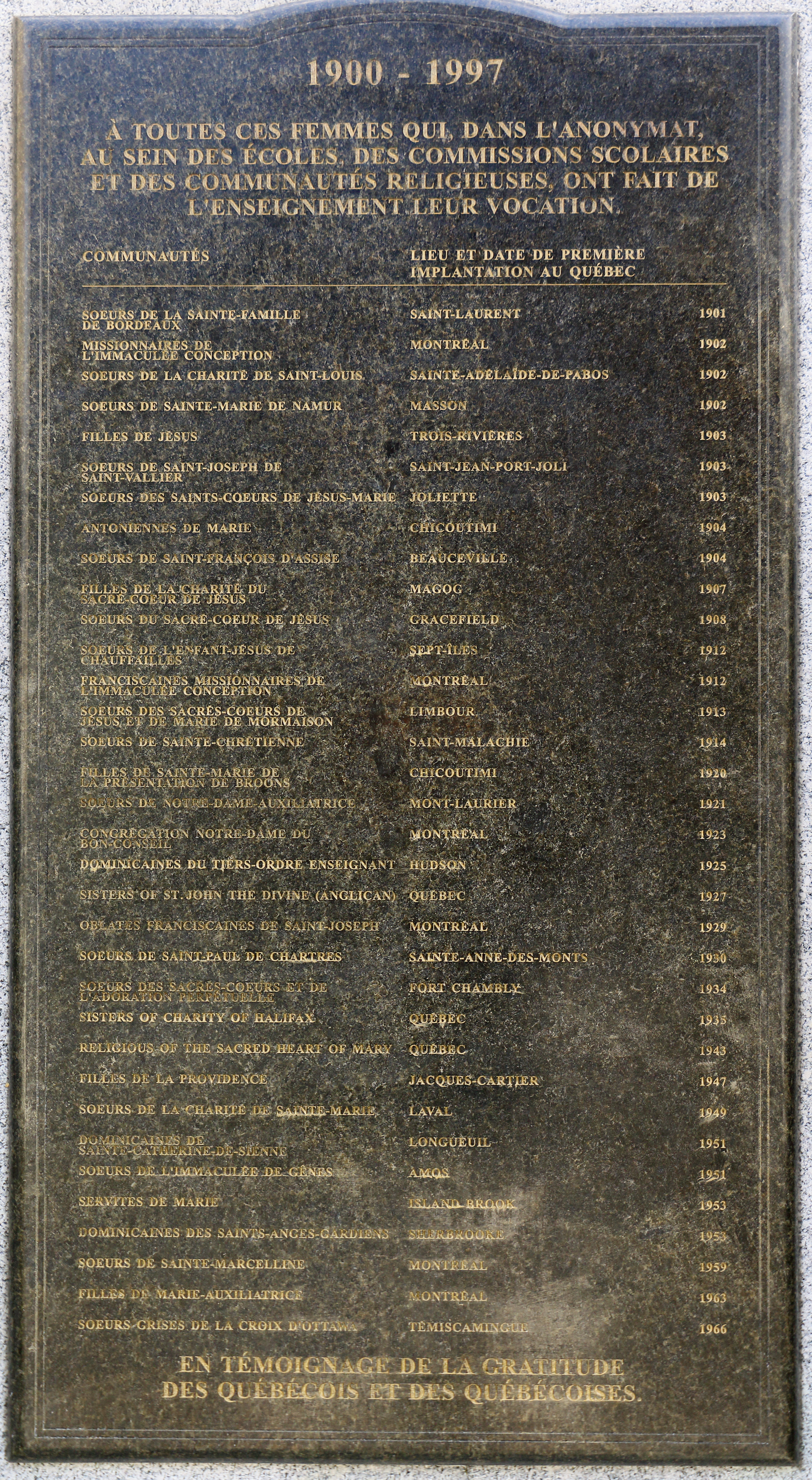
Une des plaques du monument dédié aux femmes des communautés enseignantes, dont les Filles de la Providence (ville de Québec)

## Histoire
En 1816, Jean-Marie de La Mennais (1780-1860) alors vicaire général à Saint-Brieuc, organise une mission. Après celle-ci, il établit une association sous le vocable de l'Immaculée Conception pour des jeunes filles appartenant surtout aux classes
aisées de la société. Parmi elles, trois jeunes filles (Marie-Anne Cartel, Marie Connan et Fanny Chaplain) apprennent le catéchisme et donnent un enseignement aux petites filles,.
Elles font ensemble une consécration la nuit du 25 décembre 1818. L'acte est signé le 31 décembre suivant par les trois associées et Esther Beauchemin, qui venait de se joindre au groupe. Elles choisissent de suivre la règle des Filles du Cœur de Marie car cet institut permet de   se consacrer à Dieu sans habit religieux et de continuer à vivre dans le monde sans qu'il soit nécessaire de changer de mode de vie, or Marie-Anne Cartel et Fanny Chapelain ne peuvent pas encore quitter leur famille. La Mennais confie leur formation religieuse à Mme Pouhaër, supérieure des Sœurs de Saint-Thomas de Villeneuve. Elles prononcent leurs vœux le 15 août 1819 avec Marie Connan comme supérieure.
L'école continue à prospérer avec une rapidité imprévue. Le Père de la Mennais décide d’acheter une partie de l'enclos de l'ancien couvent des Ursulines qui est en vente en 1820. Les sœurs intègrent le bâtiment le 11 octobre de la même année. Le 25 mars de l'année suivante, les sœurs reçoivent leurs constitutions des mains du fondateur et prononcent leurs vœux. En 1832, elles forment Pélagie Lebreton de Maisonneuve (1789-1874), future fondatrice des Sœurs de l'Immaculée Conception de Saint-Méen sous le nom de Mère Saint-Félix. La congrégation est approuvée civilement le 2 octobre 1838 par une ordonnance de Louis Philippe. Un décret du 7 avril 1877 la reconnaît comme congrégation enseignante et hospitalière à supérieure générale sous réserve qu'elle se conforme aux statuts des Filles du Saint-Esprit.
En 1897, six sœurs arrivent dans l'actuelle province du Saskatchewan (Les provinces de Saskatchewan et d'Alberta sont créées en 1905) à l'invitation d'Albert Pascal, évêque de Prince Albert. Il est décidé que trois sœurs restent à Prince-Albert et que les trois autres partent pour Saint-Louis. 
Elles fondent ensuite à Domremy (1903), Prud'homme (1905), Vegreville en Alberta (1906), Vonda (1923), Saint Brieux (1924), Saint-Front et Périgord (1933-1935) Léoville (1937), Victoire (1950) et Saskatoon (1957). Elles y enseignent surtout auprès de la population francophone des Fransaskois et des jeunes métis et autochtones.
Elles s'établissent au Québec en 1947 grâce à Paul-Ernest-Anastase Forget, 1er évêque du diocèse de Saint-Jean–Longueuil, qui recherche des communautés religieuses pour le jeune diocèse. Les Sœurs sont envoyées dans la ville de Jacques-Cartier (aujourd'hui rattachée à Longueuil) où elles enseignent d'abord à l'école Saint-Ernest, puis à l'école Marie-de-Neuville (1950), l'école Jeanne Le Ber(1952) ainsi qu'à l'école Providence de Saint-Luc de Saint-Jean-sur-Richelieu (1952). En 1950, elles font construire un noviciat et le pensionnat Notre-Dame-de-Lourdes à Longueuil. La congrégation est mentionnée, parmi d'autres, sur une des plaques du monument dédié aux communautés religieuses enseignantes, situé près du monastère des Ursulines de Québec,.
En 1903, les expulsions de congrégations par le gouvernement français inquiètent les sœurs qui décident de fonder à Tottenham en Angleterre (aujourd'hui dans le borough londonien de Haringey). Alors qu'elles embarquent le 22 août 1903 à Saint-Malo pour se rendre à destination, elles rencontrent le curé de Chipping Norton dans l'Oxfordshire, qui venait de passer un congé en Bretagne. Il prend alors contact avec la supérieure générale pour que des sœurs vienne enseigner dans sa paroisse de l'archidiocèse de Birmingham située près d'Oxford où les sœurs pourraient étudier. L'école est fermée en 1916 et remplacée par une autre congrégation. Le 27 février 1905, le curé de Wood Green demande aux sœurs de Tottenham de venir dans sa paroisse pour enseigner dans une école. Elles quittent Tottenham le 14 juin 1905. En 1930, une école est ouverte à Rye qui déménagent en 1936 à Sompting, située en bordure de mer. Lors de la Seconde Guerre mondiale, le nombre d'élèves diminue car les familles partent à l'intérieur des terres par crainte d'attaque maritime, et beaucoup ne reviennent pas à la fin de la guerre. En 1949, il est donc décider de partir pour Woking où elles créent une école.
L'institut reçoit le décret de louange le 21 décembre 1949 et l'approbation finale par le Saint-Siège le 21 avril 1958.

## Activités et diffusion
Les sœurs se consacrent à l'enseignement et au soin des malades.
La maison-mère se trouve à Rennes.
En 2017, la congrégation comptait 57 sœurs dans 7 maisons.